# Conocephalus bivittatus
Conocephalus bivittatus är en insektsart som först beskrevs av Bolívar, I. 1900.  Conocephalus bivittatus ingår i släktet Conocephalus och familjen vårtbitare. Inga underarter finns listade i Catalogue of Life.